# Diocesi di Bellary
La diocesi di Bellary (in latino Dioecesis Bellaryensis) è una sede della Chiesa cattolica in India suffraganea dell'arcidiocesi di Bangalore. Nel 2022 contava 35.717 battezzati su 6.825.835 abitanti. È retta dal vescovo Henry D'Souza.

## Territorio
La diocesi comprende i distretti di Bellary, Raichur e Koppal nello stato indiano di Karnataka.
Sede vescovile è la città di Bellary, dove si trova la cattedrale di Sant'Antonio.
Il territorio è suddiviso in 49 parrocchie.

## Storia
La missione sui iuris di Bellary fu eretta il 15 giugno 1928 con il breve Venerabilis frater di papa Pio XI, ricavandone il territorio dalla diocesi di Hyderabad (oggi arcidiocesi) e dall'arcidiocesi di Madras (oggi arcidiocesi di Madras e Mylapore).
Il 10 marzo 1949 la missione sui iuris fu elevata a diocesi con la bolla Apostolica Sedes di papa Pio XII.
Originariamente suffraganea dell'arcidiocesi di Madras, il 19 settembre 1953 è entrata a far parte della provincia ecclesiastica di Bangalore.
Il 24 giugno 2005 ha ceduto una porzione del suo territorio a vantaggio dell'erezione della diocesi di Gulbarga.

## Cronotassi dei vescovi
Si omettono i periodi di sede vacante non superiori ai 2 anni o non storicamente accertati.
- Ernesto Reilly, O.F.M. † (1928 - 1934 deceduto)
- John Forest Hogan, O.F.M. † (10 marzo 1949 - 23 settembre 1962 deceduto)
- Ambrose Papaiah Yeddanapalli, O.F.M. † (10 dicembre 1963 - 6 ottobre 1992 ritirato)
- Joseph D'Silva † (6 ottobre 1992 - 17 novembre 2006 deceduto)
- Henry D'Souza, dal 15 marzo 2008

## Statistiche
La diocesi nel 2022 su una popolazione di 6.825.835 persone contava 35.717 battezzati, corrispondenti allo 0,5% del totale.
| anno | popolazione | popolazione | popolazione | presbiteri | presbiteri | presbiteri | presbiteri                | diaconi | religiosi | religiosi | parrocchie |
| anno | battezzati  | totale      | %           | numero     | secolari   | regolari   | battezzati per presbitero | diaconi | uomini    | donne     | parrocchie |
| ---- | ----------- | ----------- | ----------- | ---------- | ---------- | ---------- | ------------------------- | ------- | --------- | --------- | ---------- |
| 1950 | 6.595       | 3.000.000   | 0,2         | 23         | 8          | 15         | 286                       |         |           | 61        |            |
| 1959 | 10.262      | 6.000.000   | 0,2         | 17         | 7          | 10         | 603                       |         |           | 91        | 12         |
| 1970 | 9.344       | 3.398.399   | 0,3         | 26         | 14         | 12         | 359                       |         | 13        | 113       | 16         |
| 1980 | 14.936      | 5.150.000   | 0,3         | 38         | 30         | 8          | 393                       |         | 9         | 149       | 21         |
| 1990 | 18.893      | 5.382.393   | 0,4         | 48         | 45         | 3          | 393                       |         | 4         | 174       | 26         |
| 1999 | 25.104      | 6.113.504   | 0,4         | 62         | 51         | 11         | 404                       |         | 11        | 206       | 43         |
| 2000 | 25.450      | 6.496.450   | 0,4         | 65         | 51         | 14         | 391                       |         | 14        | 217       | 44         |
| 2001 | 25.702      | 6.617.902   | 0,4         | 65         | 52         | 13         | 395                       |         | 13        | 203       | 44         |
| 2002 | 26.275      | 6.627.975   | 0,4         | 69         | 52         | 17         | 380                       |         | 17        | 216       | 44         |
| 2003 | 26.445      | 6.671.245   | 0,4         | 74         | 52         | 22         | 357                       |         | 22        | 218       | 44         |
| 2004 | 26.646      | 6.680.846   | 0,4         | 75         | 52         | 23         | 355                       |         | 23        | 222       | 44         |
| 2006 | 26.328      | 4.142.000   | 0,6         | 79         | 58         | 21         | 333                       |         | 21        | 176       | 41         |
| 2012 | 29.262      | 4.848.448   | 0,6         | 90         | 65         | 25         | 325                       |         | 38        | 207       | 41         |
| 2015 | 30.718      | 6.172.289   | 0,5         | 100        | 67         | 33         | 307                       |         | 73        | 253       | 47         |
| 2018 | 33.891      | 6.475.386   | 0,5         | 98         | 67         | 31         | 345                       |         | 66        | 239       | 49         |
| 2020 | 34.893      | 6.625.835   | 0,5         | 114        | 71         | 43         | 306                       |         | 85        | 223       | 49         |
| 2022 | 35.717      | 6.825.835   | 0,5         | 111        | 73         | 38         | 321                       |         | 73        | 222       | 49         |